# Портвейн красный Южнобережный
Портве́йн кра́сный Южнобере́жный — марочное красное крепкое вино. Единственный производитель — ГК НПАО «Массандра» в Крыму.

## История
Вино производится с 1944 года. Его изготавливают из винограда Бастардо Магарачский, Мальбек, Морастель, которые произрастают на Южном берегу Крыма. Используют только виноград содержащий массовую долю сахара 22 %. Виноград произрастает на шиферных почвах, на территории от пгт. Симеиз до г. Кастель.
Характеристики вина: содержание спирта 18 %, сахара 11 г./100 куб. см, титруемых кислот 3—7 г./куб. дм.
Цвет тёмный рубиновый. Букет с тонами чернослива, вишнёвой косточки и чёрной смородины. Вино выдерживают 3 года.
Ранее выпускался под марками: «Портвейн красный Алушта» и «Портвейн красный Таврида».

## Награды
На международных конкурсах вино награждено: кубком «Гран-при» (на конкурсе «Крым-вино 96»), 3 золотыми (из них: одной на конкурсе «Крым-вино 95» и одной на Втором международном конкурсе виноградных вин и коньяков в Ялте в 1970 году) и 4 серебряными медалями. Среди них награда на конкурсе: «Брюссель» (1958).